# Internationaux de Strasbourg 2023
Internationaux de Strasbourg 2023 là một giải quần vợt nữ chuyên nghiệp thi đấu trên mặt sân đất nện ngoài trời ở Strasbourg, Pháp. Đây là lần thứ 37 giải đấu được tổ chức và là một phần của WTA 250 trong WTA Tour 2023. Giải đấu diễn ra tại Tennis Club de Strasbourg từ ngày 21 đến ngày 27 tháng 5 năm 2023.

## Nội dung đơn

### Hạt giống
| Quốc gia | Tay vợt          | Xếp hạng1 | Hạt giống |
| -------- | ---------------- | --------- | --------- |
| POL      | Magda Linette    | 19        | 1         |
| BEL      | Elise Mertens    | 26        | 2         |
| CHN      | Zhang Shuai      | 29        | 3         |
| USA      | Bernarda Pera    | 32        | 4         |
| ROU      | Sorana Cîrstea   | 34        | 5         |
|          | Varvara Gracheva | 46        | 6         |
| USA      | Lauren Davis     | 53        | 7         |
| SUI      | Jil Teichmann    | 58        | 8         |

- Bảng xếp hạng vào ngày 8 tháng 5 năm 2023.[2]

### Vận động viên khác
Đặc cách:
- Anastasia Pavlyuchenkova
- Elina Svitolina

Bảo toàn thứ hạng:
- Amandine Hesse

Vượt qua vòng loại:
- Angelina Gabueva
- Hsieh Su-wei
- Sarah Iliev
- Elena Malõgina

Thua cuộc may mắn:
- Bai Zhuoxuan
- Sophie Chang
- Erin Routliffe

### Rút lui
- Amanda Anisimova → thay thế bởi  Océane Dodin
- Ana Bogdan → thay thế bởi  Emma Navarro
- Beatriz Haddad Maia → thay thế bởi  Alizé Cornet
- Anhelina Kalinina → thay thế bởi  Viktoriya Tomova
- Anna Kalinskaya → thay thế bởi  Bai Zhuoxuan
- Marta Kostyuk → thay thế bởi  Maryna Zanevska
- Elise Mertens → thay thế bởi  Erin Routliffe
- Jasmine Paolini → thay thế bởi  Kimberly Birrell
- Karolína Plíšková → thay thế bởi  Cristina Bucșa
- Kateřina Siniaková → thay thế bởi  Tereza Martincová
- Patricia Maria Țig → thay thế bởi  Clara Burel
- Wang Xiyu → thay thế bởi  Sophie Chang
- Zhu Lin → thay thế bởi  Anna-Lena Friedsam

## Nội dung đôi

### Hạt giống
| Quốc gia | Tay vợt                  | Quốc gia | Tay vợt        | Xếp hạng1 | Hạt giống |
| -------- | ------------------------ | -------- | -------------- | --------- | --------- |
| USA      | Nicole Melichar-Martinez | AUS      | Ellen Perez    | 24        | 1         |
| USA      | Desirae Krawczyk         | MEX      | Giuliana Olmos | 26        | 2         |
| JPN      | Shuko Aoyama             | JPN      | Ena Shibahara  | 41        | 3         |
| CHN      | Xu Yifan                 | CHN      | Yang Zhaoxuan  | 44        | 4         |

- 1 Bảng xếp hạng vào ngày 8 tháng 5 năm 2023.

### Vận động viên khác
Đặc cách:
- Séverine Deppner /  Sarah Iliev
- Myrtille Georges /  Joanna Tomera

## Nhà vô địch

### Đơn
- Elina Svitolina đánh bại  Anna Blinkova, 6–2, 6–3

### Đôi
- Xu Yifan /  Yang Zhaoxuan đánh bại  Desirae Krawczyk /  Giuliana Olmos 6–3, 6–2